# Emiliano Zapata (Juárez)
Emiliano Zapata es una localidad del municipio de Juárez ubicado en el noroeste del estado mexicano de Chiapas.

## Geografía
La localidad de Emiliano Zapata se sitúa en las coordenadas geográficas 17°43′59″N 93°22′04″O / 17.733056, -93.367778, a una elevación de 60 metros sobre el nivel del mar.

## Demografía
Según el Conteo de Población y Vivienda 2005, efectuado por el Instituto Nacional de Estadística y Geografía, Emiliano Zapata tenía 48 habitantes, en 2010 la población era de 92 habitantes, y para 2020 había 22 habitantes de los cuales 11 son del sexo masculino y 11 del sexo femenino.
| Gráfica de evolución demográfica de Emiliano Zapata entre 2005 y 2020 |
|                                                                       |
| INEGI.                                                                |